# 한승택
한승택(韓承澤, 1994년 6월 21일 ~ )은 KBO 리그 KIA 타이거즈의 포수이다.

## 아마추어 시절
덕수고등학교 2학년 때인 2008년에 아시아 3개국 청소년 야구 대회 청소년 국가대표로 발탁됐다. 3학년 때 세광고등학교의 나원탁과 함께 고교 리그 최고 포수 중 한 명으로 평가받았다.

## 한화 이글스시절
2013년 신인 드래프트에서 3라운드(전체 23순위) 지명을 받아 입단하였다. 스프링 캠프 당시 감독이었던 김응용의 눈에 들어 좋은 평가를 받았다. 시즌 중 왼쪽 무릎 인대 부분 파열상을 당해 1군과 2군을 오갔다. 시즌 중반 이후 엄태용에 밀려 별 활약을 보여주지 못했고, 시즌 후 일찌감치 경찰 야구단에 입대하였다. 2013 시즌 24경기에 출전해 1안타, 0할대 타율을 기록했다.

## 경찰 야구단시절
2013년에 입단하였다. 당시 FA를 통해 한화 이글스로 이적한 이용규의 보상 선수 자격으로 전역 후 KIA 타이거즈로 이적했다.

## KIA 타이거즈시절
2016년에 합류했다.

## 별명
- 카메라를 그윽하게 바라봐서 '그윽택'이라고 불렸다.

## 트리비아
- 그가 KIA 타이거즈로 이적했을 때쯤 정근우도 한화 이글스에 이적했는데 야구 규약 163조 '한 구단이 계약서상 동일한 날짜에 2명 이상의 타 구단 선수와 계약하는 경우 보상 선수를 선택하는 구단의 순서는 직전 시즌 성적의 역순으로 하고, 계약 선순위 구단의 보상 종료 후 후순위 구단이 보상을 개시한다'는 내용에 따라 시즌 8위에 그친 KIA 타이거즈가 당시 6위를 기록한 SK 와이번스보다 그를 먼저 FA 보상 선수로 지명할 수 있었다. SK 와이번스에서도 그를 눈여겨보고 있었으나 KIA 타이거즈에서 먼저 지명해 정근우의 보상 선수를 지명하지 못했다.[7]

## 출신 학교
- 서울잠전초등학교 (남양주리틀)
- 잠신중학교
- 덕수고등학교

## 통산 기록
| 연도 | 팀명  | 타율  | 경기 | 타수 | 득점 | 안타 | 2루타 | 3루타 | 홈런 | 루타 | 타점 | 도루 | 도실 | 볼넷 | 사구 | 삼진 | 병살 | 실책 |
| ---- | ----- | ----- | ---- | ---- | ---- | ---- | ----- | ----- | ---- | ---- | ---- | ---- | ---- | ---- | ---- | ---- | ---- | ---- |
| 2013 | 한화  | 0.030 | 24   | 33   | 2    | 1    | 0     | 0     | 0    | 1    | 2    | 0    | 0    | 3    | 1    | 12   | 0    | 1    |
| 2016 | KIA   | 0.179 | 27   | 28   | 1    | 5    | 0     | 0     | 0    | 5    | 5    | 0    | 0    | 1    | 0    | 8    | 0    | 1    |
| 2017 | KIA   | 0.229 | 96   | 83   | 7    | 19   | 2     | 1     | 0    | 23   | 7    | 0    | 0    | 6    | 1    | 25   | 1    | 2    |
| 2018 | KIA   | 0.247 | 61   | 89   | 10   | 22   | 6     | 0     | 3    | 37   | 15   | 0    | 0    | 7    | 2    | 24   | 4    | 1    |
| 2019 | KIA   | 0.223 | 105  | 251  | 22   | 56   | 9     | 1     | 3    | 76   | 27   | 1    | 0    | 27   | 1    | 82   | 8    | 5    |
| 2020 | KIA   | 0.226 | 83   | 226  | 22   | 51   | 6     | 0     | 9    | 84   | 29   | 0    | 0    | 21   | 6    | 58   | 7    | 3    |
| 2021 | KIA   | 0.217 | 82   | 203  | 17   | 44   | 7     | 0     | 3    | 60   | 16   | 0    | 0    | 28   | 3    | 61   | 6    | 5    |
| 2022 | KIA   | 0.176 | 65   | 102  | 11   | 18   | 2     | 0     | 1    | 23   | 12   | 0    | 0    | 9    | 3    | 30   | 2    | 0    |
| 2023 | KIA   | 0.129 | 49   | 85   | 6    | 11   | 2     | 0     | 0    | 13   | 3    | 0    | 0    | 11   | 2    | 32   | 1    | 2    |
| 통산 | 6시즌 | 0.206 | 593  | 1100 | 98   | 227  | 34    | 2     | 19   | 322  | 116  | 1    | 0    | 113  | 19   | 332  | 29   | 20   |